# Nacala
Nacala ist eine Hafenstadt im Norden von Mosambik. Die amtliche Bezeichnung ist Nacala-o-Porto (Hafen von Nacala), während das ursprüngliche Nacala-a-Velha („Alt-Nacala“) auf der gegenüberliegenden Seite der Bucht liegt. In Makua lautet der Name für Nacala-Porto Maiaia.

## Geographie
Die Stadt liegt am Indischen Ozean an der Baia de Bengo, einer natürlichen, fast geschlossenen Bucht.

## Religion
Nacala ist Sitz des Bistums Nacala.

## Infrastruktur und Wirtschaft
Die Stadt hat breite, asphaltierte Boulevards, eine gute Gastronomie und Hotellerie. Verschiedene Banken und die üblichen Clearing and Forwarding Agencies haben hier ihren Sitz. An der Küste verlaufen breite, touristisch attraktive Sandstrände. Südlich von Nacala liegt die Ilha de Moçambique, die touristisch bereits besser erschlossen ist, als die Strände von Nacala.
Bei dem Hafen handelt es sich um einen Tiefwasserhafen mit über 60 Meter Wassertiefe, der die Abfertigung größter Handelsschiffe erlaubt. Vier Kais stehen für Stückgut zur Verfügung, dazu kommt ein Containerterminal. Jedes Jahr werden etwa 200 Schiffe abgefertigt. Mit Beira und Maputo ist Nacala einer der drei großen Häfen Mosambiks. Im  Jahrbuch der Schiffahrt 1982 erfolgte von einem deutschen Ingenieur eine Veröffentlichung zum Thema Hafen in  Maputo im Süden, Beira in der Landesmitte, Quelimane, Nacala und Pemba im Norden des Landes und auch zum Zustand des  Eisenbahnnetzes als Teil der  Transportkette im historischen Staat Volksrepublik Mosambik.
Zum Hafen Nacala gehört die 918 Kilometer lange Eisenbahnstrecke (CFM-Nord) über Nampula und Cuamba bis Lichinga (früher Vila Cabral). Nacala und weiter südlich Beira ist über die jeweilige Eisenbahnstrecke für Malawi der nächstgelegene Meeres-Hafen mit Anbindung an internationale Seewege.
Der Hafen ermöglicht den Export von Tantalerzkonzentraten der Highland African Mining Company Ltd. nach Thailand und in die Vereinigten Staaten.
Im Dezember 2014 wurde ein  internationalen Flughafen mit einer Kapazität von jährlich 500.000 Fluggästen eröffnet. Das 200 Millionen US-Dollar teure Projekt wurde von der brasilianischen und der mosambikanischen Regierung finanziert. Heute ist der Flughafen kaum genutzt und gilt als „weißer Elefant“.

## Söhne und Töchter der Stadt
- Alberto da Costa Pereira (1929–1990), portugiesischer Fußballtorwart